# Shikoku
För andra betydelser, se Shikoku (olika betydelser).
Shikoku (japanska: 四国?, Shikoku info) är den minsta av Japans fyra stora öar. Namnet betyder 'de fyra rikena' och anspelar på att ön historiskt delades in i fyra provinser, Awa, Tosa, Sanuki och Iyo. Idag består ön av fyra prefekturer, Ehime, Kagawa, Kōchi och Tokushima. Öns yta är 18 300 km² och befolkningen 4,1 miljoner (2005).
Shikoku är bergigt och till största delen skogklätt. Befolkningstätheten är högst vid kusten i norr. Ön förbinds med Honshu via tre motorvägar, bland annat över världens längsta hängbro, Akashi Kaikyo-bron. Den största staden på Shikoku heter Matsuyama.

## Regionen Shikoku
De fyra prefekturerna på Shikoku bildar tillsammans regionen Shikoku som även innefattar mindre kringliggande öar. Regionens totala yta är 18 792 km²

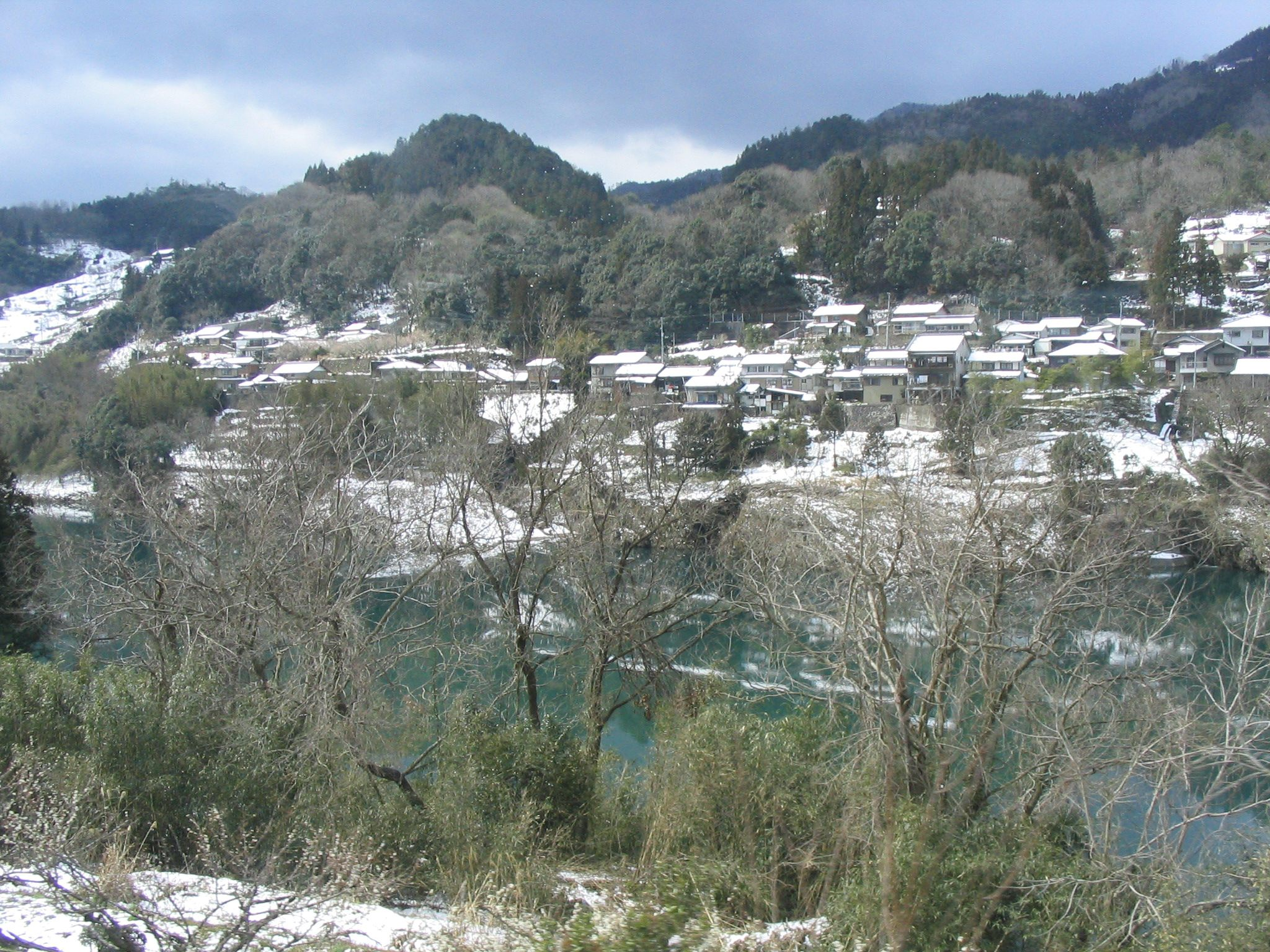
Vinterlandskap i Tokushima prefektur, Shikoku.

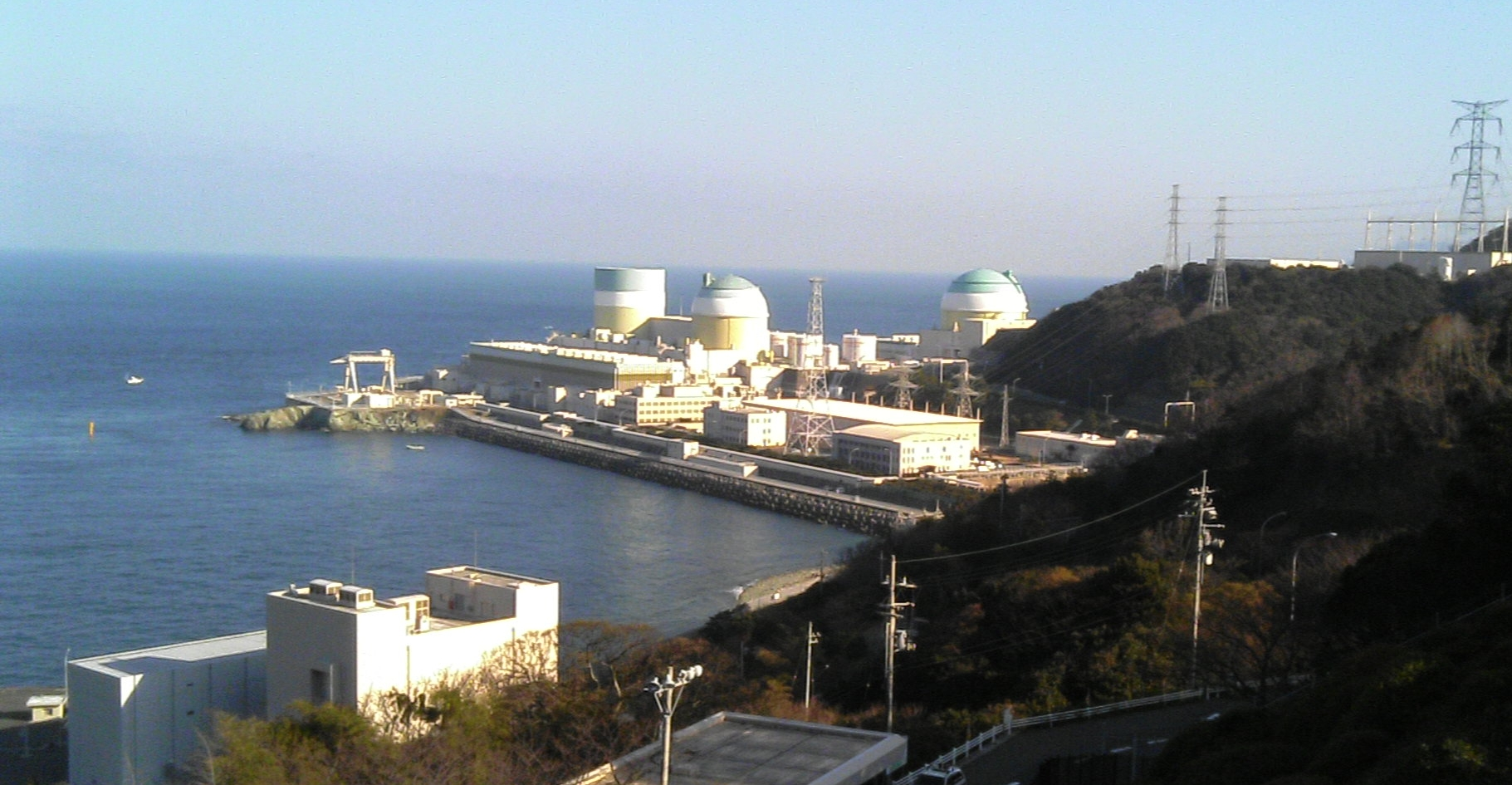
Ikata kärnkraftverk på Shikoku.